# Issa Hayatou
Issa Hayatou (9. srpna 1946 Garoua – 8. srpna 2024) byl kamerunský sportovní funkcionář. Od roku 2017 vedl kamerunskou národní fotbalovou akademii.
Pochází z rodiny sultána ve městě Garoua. Hrál fotbal za Univerzitu v Yaoundé, byl mistrem Kamerunu v běhu na 400 m a 800 m a hrál za basketbalovou reprezentaci na Afrických hrách.
Pracoval jako učitel tělocviku na lyceu v Yaoundé, v roce 1974 se stal generálním tajemníkem Kamerunské fotbalové federace a v roce 1985 jejím předsedou.
Byl prezidentem Konfederace afrického fotbalu od 10. března 1988 do 16. března 2017. Za jeho funkčního období se podařilo zvýšit počet účastnických míst na světovém šampionátu pro africké země ze dvou na pět a získat pro Jihoafrickou republiku pořadatelství mistrovství světa ve fotbale 2010. Byl však také obviněn ze zneužívání funkce k osobnímu obohacení. Kontroverzi vyvolalo také jeho rozhodnutí potrestat Togo za odstoupení z afrického poháru národů 2010 poté, co byla výprava přepadena cabindskými separatisty.
V roce 1990 se stal členem výkonného výboru FIFA, v němž měl na starosti olympijské fotbalové turnaje. V roce 2002 neúspěšně kandidoval na funkci prezidenta FIFA. Když v červnu 2015 odstoupil v důsledku korupčního skandálu první muž světového fotbalu Sepp Blatter, stal se Hayatou jeho úřadujícím nástupcem. V čele FIFA stál do února 2016, kdy byl novým řádným prezidentem zvolen Gianni Infantino.
V roce 2001 byl zvolen do Mezinárodního olympijského výboru.
Jeho starší bratr Sadou Hayatou byl v letech 1991 až 1992 kamerunským předsedou vlády.